# Chapelle Notre-Dame-de-Lorette de Sainpuits
La chapelle Notre-Dame-de-Lorette de Sainpuits est une chapelle située à Sainpuits, dans le département de l'Yonne, en France.

## Localisation

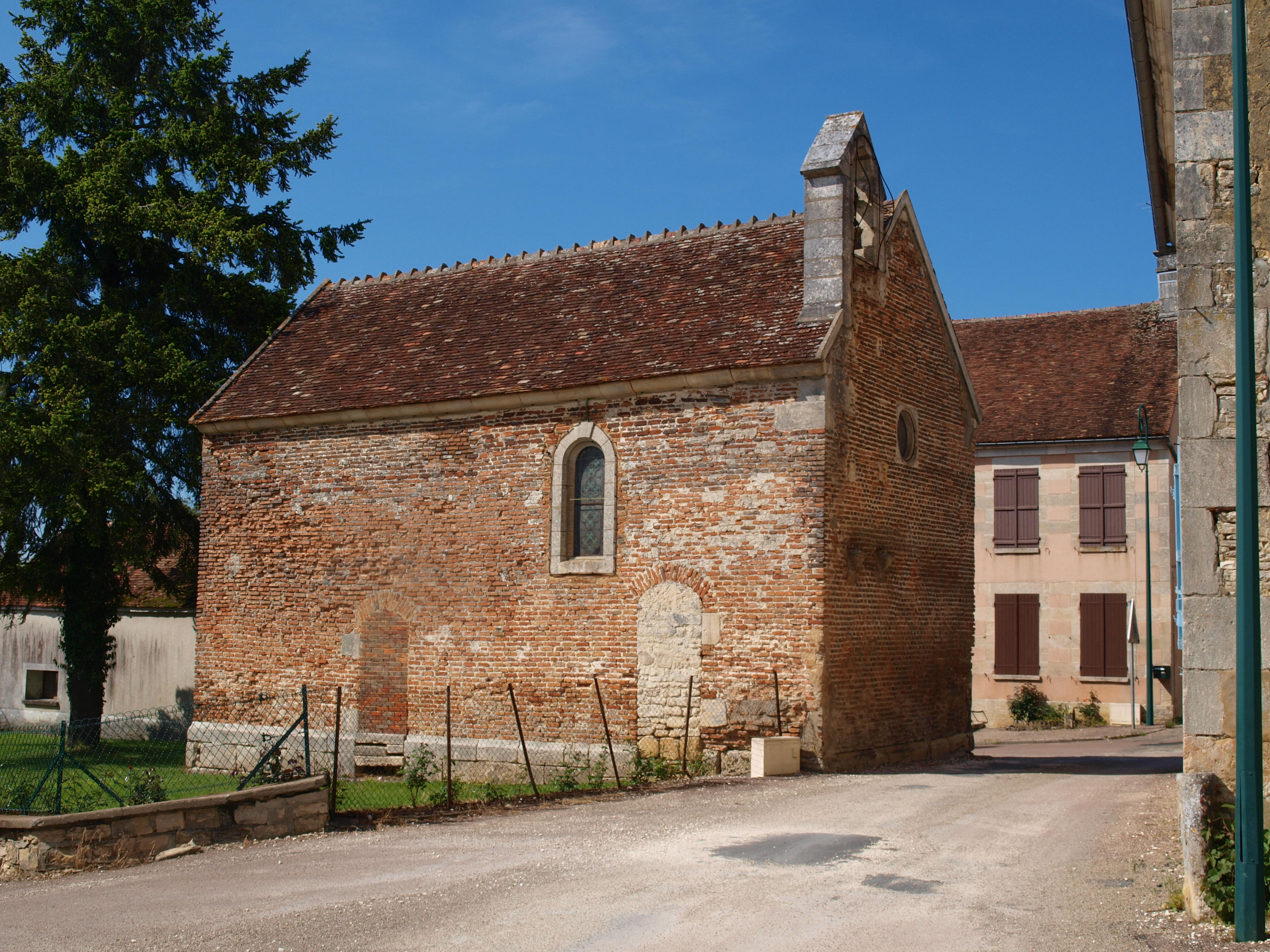
Côté de la chapelle.

La chapelle est située au milieu du village, derrière l'église.

## Histoire
La chapelle est érigée en 1525 par le comte de Saint-Fargeau et dédiée à Notre-Dame de Lorette. Entre 1610 et 1754, on y constate quelques « répits mariaux », c'est-à-dire des nouveau-nés moribonds, qui au moment d'être baptisés in articulo mortis, manifestent un dernier signe de vie à la réception du sacrement. Les fidèles attribuent ce signe à une grâce mariale.
La chapelle était un lieu de pèlerinage des nourrices, nombreuses dans la région.
L'édifice est inscrit au titre des monuments historiques en 1987.

## Description
Édifice très simple de plan rectangulaire, son appareillage est de briques vernissées à décor de losange.
Au-dessus de la porte d'entrée latérale, on lit l'inscription suivante sur le socle de la statuette de la Vierge :
SY L'AMOUR DE MARIE
EN TON CŒUR EST GRAVĖ
EN PASSANT NE L'OUBLIE
DE LUY DIRE UN AVÉ
Le bénitier porte la date de 1643.